# Gurian
Gurian (Ghurian, Ghūrīān, Ghoryan, Ġūrīān) is een stad in de provincie Herat, in het noordwesten van Afghanistan. Het is de hoofdstad van het gelijknamige district. De bevolking werd in 2006 geschat op 28.300 inwoners.